# Yassin Idbihi
Yassin Markus Idbihi (* 24. Juli 1983 in Köln) ist ein ehemaliger deutscher Basketballspieler.

## Karriere

### Spieler
Der Sohn eines marokkanischen Vaters und einer deutschen Mutter wurde in Köln geboren und wuchs im nordmarokkanischen Tanger auf. Als 15-Jähriger kehrte Idbihi nach Deutschland zurück, wo er seine sportliche Karriere 2001 bei den SOBA Dragons aus Rhöndorf begann, mit denen er zwei Jahre lang in der 2. Basketball-Bundesliga spielte. Nach dem Abitur ging er 2003 zum Studium in die Vereinigten Staaten an die University at Buffalo, wo er für die Hochschulmannschaft Bulls in der Mid-American Conference der NCAA spielte. In seiner letzten NCAA-Saison erzielte er durchschnittlich 15,3 Punkte und 9,3 Rebounds pro Spiel und verpasste nur knapp ein „double-double“.
Zur Saison 2007/08 kehrte der 2,08 m große und 107 kg schwere auf der Position des Power Forwards spielende Idbihi nach Deutschland zurück und schloss sich dem Bundesligisten Köln 99ers in seiner Geburtsstadt an. Im März 2008 wurde er von Dirk Bauermann erstmals in die Nationalmannschaft der Herren berufen. Die Kölner verpassten jedoch die Qualifikation für die Play-offs um die deutsche Meisterschaft und zu Beginn der folgenden Saison wechselte er im November 2008 vom finanziell angeschlagenen deutschen Verein nach Frankreich, wo er in der zweiten französischen Liga LNB Pro B für den traditionsreichen Verein CSP Élite Limoges spielte. Der Verein verpasste jedoch im Finalspiel der Play-offs um den Aufstieg die Rückkehr in die höchste Spielklasse. Im September 2009 wurde bekannt gegeben, dass Idbihi in der Saison 2009/10 in die Bundesliga zurückkehrt und dort für die New Yorker Phantoms aus Braunschweig spielen wird. Die Phantoms konnten sich mit Idbihi erstmals nach sieben Jahren wieder für die Play-offs qualifizieren und dort in der ersten Runde den Titelverteidiger und Hauptrundenersten EWE Baskets Oldenburg besiegen.
Zur folgenden Saison 2010/11 wechselte er zu Alba Berlin, wo am Ende der Spielzeit auch sein vormaliger Braunschweiger Mannschaftskamerad Heiko Schaffartzik hinzukam. Mit Berlin erreichte man 2010/11 im Eurocup als Vize des Vorjahres souverän die zweite Runde der 16 besten Mannschaften, in der man jedoch nach nur einem Sieg in sechs Spielen ausschied. In der nationalen Meisterschaft reichte es am Ende als Hauptrundendritter zum Einzug in die Play-off-Finalserie, die jedoch knapp in fünf Spielen gegen Titelverteidiger Brose Baskets verloren ging. Nach dem erneuten Ausscheiden in der zweiten Runde des Eurocup verlor man als Dritter der Hauptrunde der Bundesliga-Saison 2011/12 überraschend bereits in der ersten Play-off-Runde gegen den Aufsteiger s.Oliver Baskets. Zur folgenden Saison rückte Idbihi in die „Starting Five“ der Berliner, die sich als eingeladene Mannschaft in der gegenüber dem Eurocup höherwertigen EuroLeague 2012/13 ebenfalls für die zweite Runde der 16 besten europäischen Vereinsmannschaften qualifizieren konnten. Als Sieger des Pokalwettbewerbs BBL-Pokal 2013 vor eigenem Publikum schied man jedoch als Fünfter der Hauptrunde in der ersten Play-off-Runde der Bundesliga-Spielzeit 2012/13 gegen Bayern München aus.
Nach dem Ende des ausgelaufenen Vertrages in Berlin wechselte Idbihi im Juli 2013 nun selbst zum FC Bayern München, der wie die Berliner im Vorjahr eine Einladung zur Teilnahme an der EuroLeague-Saison 2013/14 hatte. Mit den Münchnern wurde er in der Saison 2013/14 Deutscher Meister. Nach Ablauf seines Vertrages im Sommer 2015 verließ Idbihi Bayern München wieder und wechselte zu den Brose Baskets Bamberg. Für die Franken spielte er bis zum Ende der Saison 2015/16.

### Funktionär und Trainer
Nach dem Ende seiner Spielerlaufbahn blieb Idbihi in Bamberg und übernahm beim Bundesligisten das Amt des Jugendkoordinators. Mit dieser Tätigkeit wurde ihm insbesondere die Aufgabe der Spielerauswahl für die Nachwuchsfördermannschaft FC Baunach (2. Bundesliga ProA) sowie für die ebenfalls zum Bamberger Jugendnetzwerk zählende U19-Mannschaft des TSV Breitengüßbach übertragen. Nach der Entlassung von Baunachs Cheftrainer Fabian Villmeter Ende Dezember 2017 übernahm Idbihi gemeinsam mit Mark Völkl vorübergehend die Traineraufgaben beim Zweitligisten. Im Februar 2019 sprang Idbihi abermals als Übergangstrainer (im Gespann mit Mario Dugandzic) in Baunach ein, nachdem sich die Mannschaft von Felix Czerny getrennt hatte.
In der Sommerpause 2019 wechselte Idbihi als Geschäftsführer Sport zu den Dragons Rhöndorf. Nachdem sich die Rhöndorfer im Oktober 2019 von Trainer Markus Röwenstrunk getrennt hatten, übernahm Idbihi kommissarisch zusätzlich das Traineramt, welches er dann neben seiner Geschäftsführertätigkeit in Personalunion fest ausübte. In der Saison 2021/22 war er zunächst beigeordneter Trainer, neuer Cheftrainer der Rhöndorfer wurde Julius Thomas. Mit Beginn der Abstiegsrunde übernahm Martin Otto als Co-Trainer die Aufgaben von Idbihi, der sich damit wieder vollständig auf seinen Aufgaben als Geschäftsführer Sport widmete. Idbihi schied im Mai 2022 als Geschäftsführer der Rhöndorfer Mannschaft aus. Er wurde beim Westdeutschen Basketball-Verband als Assistent des Landestrainers tätig.

## Privates
Idbihi ist mit einer Kanadierin verheiratet und Vater von vier Söhnen.

## Erfolge
- Deutscher Meister: 2014, 2015, 2016